# Sint-Michielscollege (Schoten)

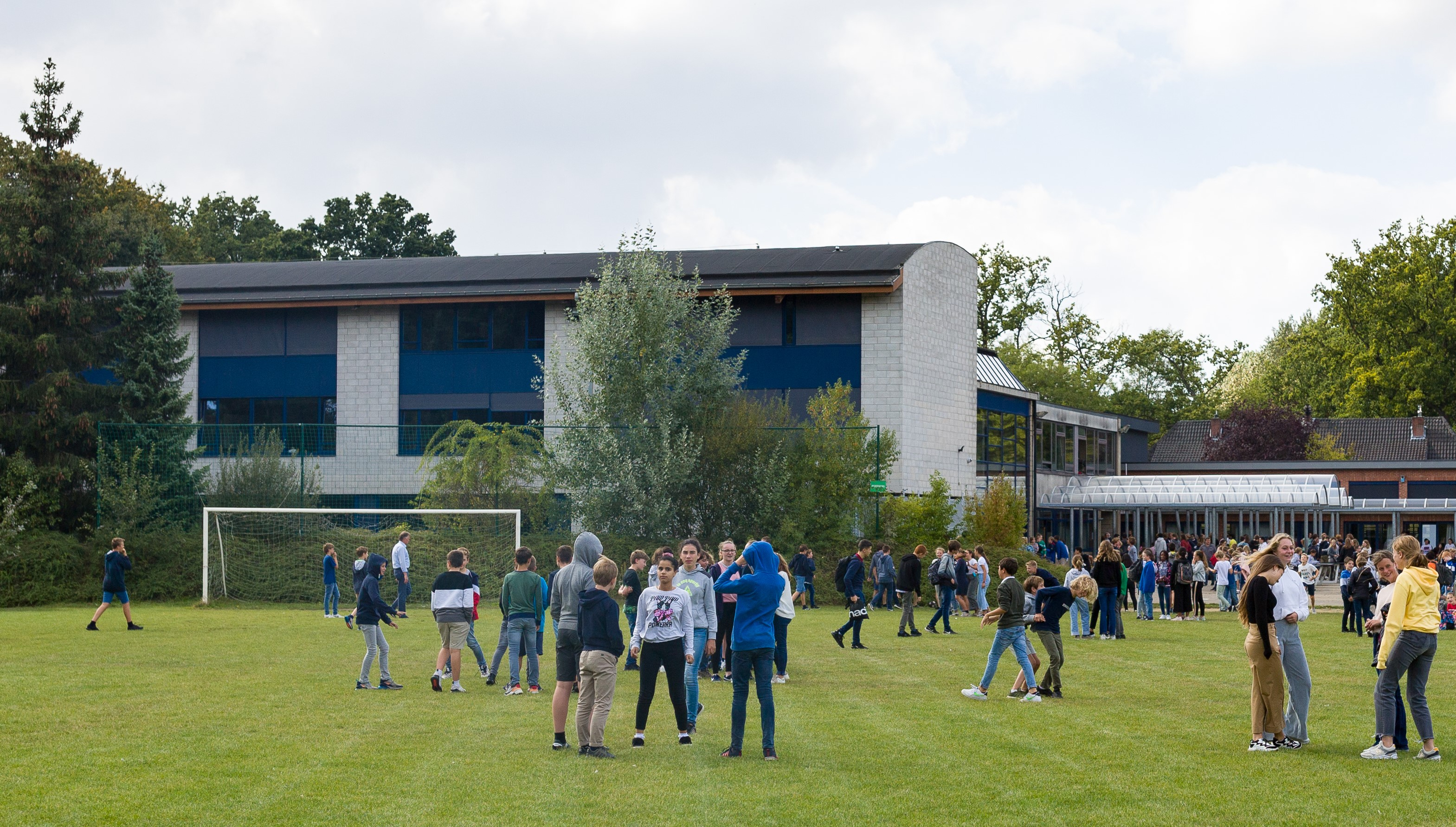
Sint-Michielscollege Schoten

Het Sint-Michielscollege van Schoten is een secundaire school, gelegen aan de Papenaardekenstraat in Schoten, in de groene parkomgeving. De school biedt enkel ASO-onderwijs aan, domeinoverschrijdende doorstroomrichtingen. 
De school werd gesticht door de paters Norbertijnen van de Abdij van Averbode in 1959. Aanvankelijk was het enkel de bedoeling om er een "opstapschooltje" te maken voor de gelijknamige school in Brasschaat, maar geleidelijk groeide de school uit tot een volwaardig zesjarig college onder impuls van Pater André Gailliaerde en directeur Leo Verduyn. Aanvankelijk was het college een jongensschool, maar sinds het midden van de jaren tachtig is het college gemengd.
Kenmerkend voor de school is dat alle aspecten van het leven en werken op school ondergebracht zijn in een van zeven domeinen: Sint-Michiel leert, Sint-Michiel begeleidt, Sint-Michiel vormt groep, Sint-Michiel leeft gezond, Sint-Michiel verlegt grenzen, Sint-Michiel inspireert en Sint-Michiel bezielt. Het motto van de school is: "Samen werken aan morgen."
De school maakt deel uit van de scholengroep KVO (Katholiek Vlaams Onderwijs) en de scholengemeenschap Lieven Gevaert. 

## Bekende oud-leerlingen
- Dimitri Antonissen
- Luc Caals
- Walter Damen
- Stephanie De Groof
- Jonas De Roeck
- Maarten De Veuster
- Frank Dingenen
- Paul Embrechts
- Sofie Goffin
- Pieter-Jan Hannes
- Kathleen Treier
- Sofie Truyen
- Orry Van de Wauwer
- Erwin Van Pottelberge